# Ванат Іван
Іван Ванат (13 серпня 1926, с. Вишня Писана Свидницького округу, Словаччина — 17 липня 2015, м. Пряшів) — український історик і публіцист з Пряшівщини, Словаччина.

## Біографія
Закінчив учительську семінарію (1947 р.) у Пряшеві та філософський факультет університету ім. Коменського у Братиславі. Кандидат історичних наук. Кілька років учителював, потім був завідувачем кабінету Пряшівського педінституту.
Працював переважно в галузі новітньої історії закарпатських українців та теорії викладання історії в школі. Видав монографії «Нариси історії українців Східної Словаччини 1918—1938 рр.» (1974), «Нариси новітньої історії українців Східної Словаччини 1918—1948» (у двох книгах: кн. І. 1918—1938, 1979; кн. ІІ. 1938—1948, 1965), наукові праці «Закарпатські українці в чехословацькому війську» (1966), «До питання про вживання термінів „Закарпаття“ та „Пряшівщина“» (1968), «Шкільна справа на Пряшівщині в період домюнхенської Чехословаччини» (1973), «Селянський рух на Пряшівщині в першій половині 30-х рр.» (1976), «Чертіжнянсько-Габурське селянське заворушення на тлі революційної боротьби першої половини 30-х рр.» (1977) та інші.
Праці Івана Ваната дуже важливі для докладного вивчення історії закарпатських лемків.